# Xylotoles pattersoni
Xylotoles pattersoni là một loài bọ cánh cứng trong họ Cerambycidae.